# 米萨尔
米萨尔是巴西巴拉那州的一个市镇。总面积319.51平方公里，总人口10739人，人口密度33.6人/平方公里。